# Ischnognatha leucapera
Ischnognatha leucapera là một loài bướm đêm thuộc phân họ Arctiinae, họ Erebidae.